# Pinguicula longifolia
Pinguicula longifolia este o specie de plante carnivore din genul Pinguicula, familia Lentibulariaceae, ordinul Lamiales.

## Subspecii
Această specie cuprinde următoarele subspecii:
- P. l. caussensis
- P. l. dertosensis
- P. l. longifolia
- P. l. reichenbachiana